# Draft Day
Draft Day, anche distribuito come Il sorteggio, è un film del 2014 diretto da Ivan Reitman con Kevin Costner e Jennifer Garner. La premessa ruota attorno all'immaginario direttore generale dei Cleveland Browns (interpretato da Kevin Costner) che decide cosa fare dopo che la sua squadra ha acquisito la prima scelta nel successivo Draft NFL.
Il film è stato presentato a Los Angeles il 7 aprile del 2014 mentre è stato lanciato nel resto del paese l'11 aprile dello stesso anno. Ha ricevuto recensioni contrastanti dalla critica ed è stato un flop cinematografico avendo incassato solo 29 milioni di dollari contro un budget di produzione di 25 milioni. Il film è stata l'ultima opera di Ivan Reitman e l'ultima recitazione di Jim Brown prima delle loro morti avvenute rispettivamente nel 2022 e nel 2023.

## Trama

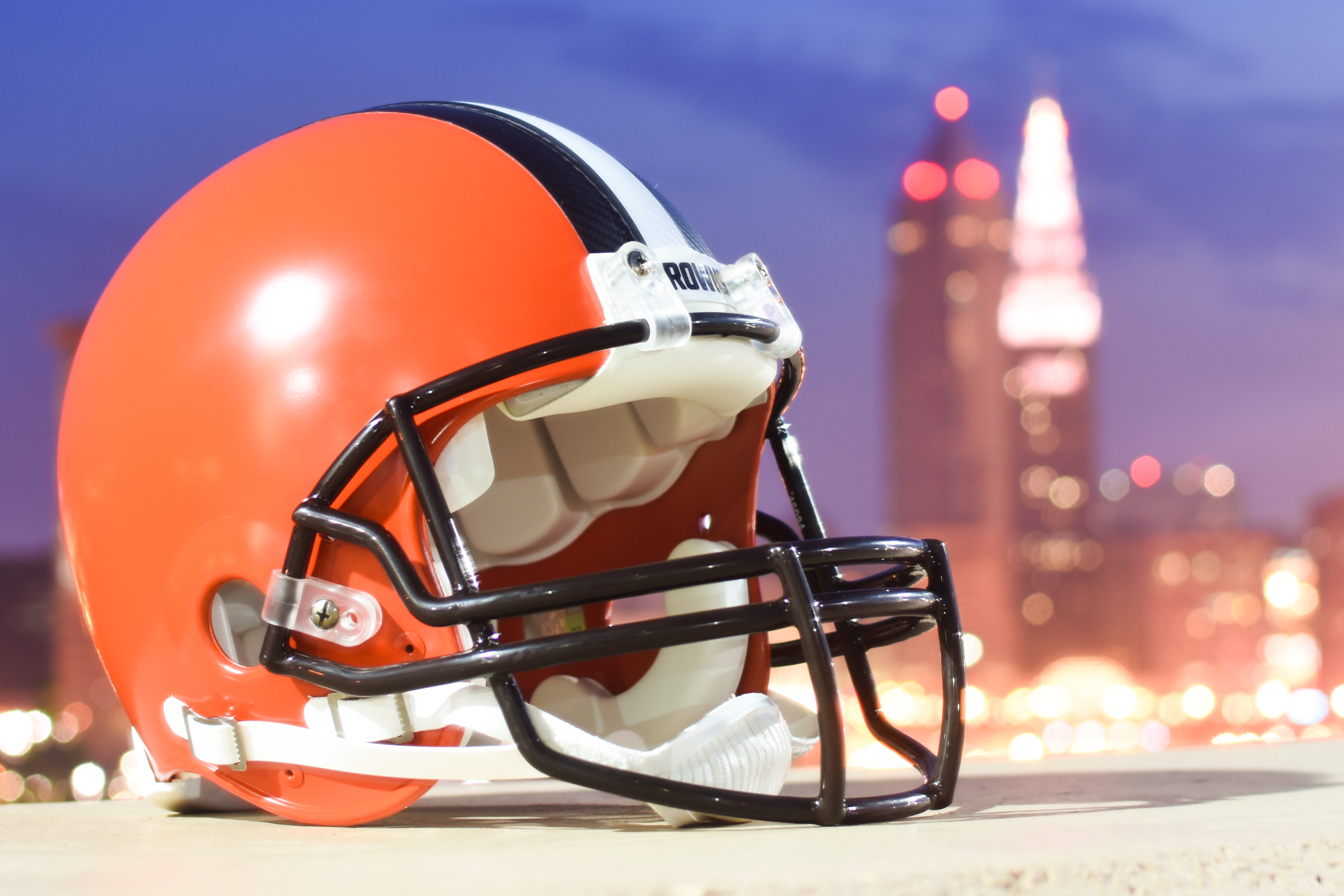
il casco dei Cleveland Browns

La mattina del Draft NFL 2014 il general manager dei Cleveland Browns Sonny Weaver Jr. deve decidere come utilizzare la settima scelta assoluta per migliorare la propria squadra, ma ha altri problemi per la testa. La sua fidanzata semi-segreta Ali Parker, analista del salary cap della squadra, è incinta e la recente morte del padre di Sonny provoca tensioni con la madre. Sonny aveva licenziato il padre, un leggendario allenatore dei Browns, e in seguito ammetterà di averlo fatto per il bene della madre, perché il padre si rifiutava di ritirarsi anche se la salute era cagionevole.
I Seattle Seahawks detengono la prima scelta assoluta del draft e il general manager Tom Michaels si offre di scambiarla con Sonny; questo permetterebbe ai Browns di scegliere il quotato quarterback Bo Callahan. Sonny inizialmente rifiuta, ma su ordine del proprietario della squadra Anthony Molina di "fare il botto", accetta a malincuore l'accordo, cedendo a Seattle le prime scelte di Cleveland al draft per la stagione in corso e per i due anni successivi. L'inaspettata opportunità di ottenere Callahan entusiasma i tifosi dei Browns, ma divide i suoi collaboratori e i giocatori.
Lo scambio viene reso pubblico dopo un tweet del linebacker Vontae Mack, che era stato scelto originariamente da Sonny come prima scelta. Vontae dice a Sonny di rivedere i filmati del college in cui lui e Callahan giocano l'uno contro l'altro, con Mack che si impone. Sonny inizia a nutrire dubbi sulla capacità di Callahan sotto pressione e le indagini dei Browns mettono in discussione anche il suo carattere.
La sera stessa, quando inizia il draft, sorprendendo tutti Sonny sceglie Vontae Mack al primo posto. Quando il general manager della lega Roger Goodell annuncia la scelta inattesa dei Browns le altre squadre si trovano spiazzate e molte costrette a rivedere i propri piani di scelta. Molina si infuria e torna a Cleveland, intenzionato a licenziare Sonny. Anche il capo-allenatore Vince Penn è infuriato e minaccia di dimettersi.
Le voci su Callahan si diffondono e le altre squadre evitano di selezionarlo. Tuttavia, i Seahawks sono ancora in lizza per scegliere Callahan con la settima scelta e Sonny intuisce un'opportunità. Convince il general manager esordiente dei Jacksonville Jaguars a cedergli la loro scelta numero 6 in cambio delle scelte del secondo giro dei Browns per quella stagione e per i due anni successivi. Sonny chiama quindi Michaels; in cambio della rinuncia a Callahan, Sonny pretende di riavere le sue scelte al primo turno, oltre al punt returner David Putney. Dopo una trattativa difficile, i Seahawks concludono l'affare e scelgono Callahan alla sesta scelta. Con la settima scelta, ora recuperata, Sonny tranquillizza Penn e Molina scegliendo l'abile running back Ray Jennings dei Florida State, anch'egli figlio di un ex giocatore dei Browns.
Molina e la sua squadra festeggiano un draft eccezionale per i Browns. Dopo la festa, Sonny si riconcilia con la madre per l'eccellente prestazione al draft, annunciandole l'imminente arrivo di un nipote.

## Produzione
Quando si diffuse la notizia dello sviluppo del film, si era parlato di basare la storia sui Buffalo Bills, ma lo studio di produzione cambiò successivamente la storia basandola sui Cleveland Browns a causa dei costi di produzione più bassi nello stato dell'Ohio.
Sono state registrate reazioni della folla e dei fan durante il Draft NFL 2013, ed anche reazioni dei fan dei Cleveland Browns nei locali della città. Sono presenti cameo di reali personaggi della NFL come il league commissioner Roger Goodell ed il giornalista sportivo dell'ESPN Chris Berman che furono filmati prima e dopo l'inizio del draft. Le riprese del resto del film sono iniziate l'8 maggio 2013.

## Accoglienza

### Botteghino
Il film ha incassato $28,8 milioni in Nord America mentre ha incassato ulteriori $604 801 negli altri paesi per un totale di $29,5 milioni, contro un budget di produzione di $25 milioni.
Il film ha incassato $9,8 milioni nel suo weekend di apertura, finendo al quarto posto ai botteghini dietro Captain America: The Winter Soldier, Rio 2 e Oculus.